# Хилари (ураган, 2023)
Ураган «Хилари» (англ. Hurricane Hilary) — крупный и мощный тихоокеанский ураган  в августе 2023 года, который принес проливные дожди и порывистые ветры на тихоокеанское побережье Мексики, полуостров Нижняя Калифорния и юго-запад США, что привело к широкомасштабным наводнениям и оползням.
Угроза урагана Хилари побудила к широкомасштабной и разнообразной подготовке. В Мексике тысячи людей эвакуировались в убежища, поскольку порты вдоль побережья были закрыты. В ожидании «катастрофического и опасного для жизни наводнения» Национальный центр по ураганам (NHC) выпустил свое первое в истории предупреждение о тропическом шторме для Южной Калифорнии, простирающееся от границы Мексики и США до севера Лос-Анджелеса. Центр прогнозирования погоды и различные офисы Национальной метеорологической службы выпустили прогнозы относительно потенциальных осадков, которые затронут около 26 миллионов человек в Аризоне, Калифорнии, Неваде и Юте.
В Мексике ураган убил трех человек и нанес ущерб на сумму не менее 250 миллионов песо (14,7 миллионов долларов США). Отключение электроэнергии затронуло 315 929 человек в стране, хотя большая часть услуг была восстановлена в течение четырех дней. Шторм оставил после себя затопленные дороги, оползни и поваленные деревья на полуострове Нижняя Калифорния и в Южной Калифорнии. Некоторые районы последнего региона получили до 600% от их среднегодовой нормы осадков за месяц август. В результате наводнения погиб один человек в округе Сан-Бернардино, Калифорния. Предполагаемый общий ущерб в Соединенных Штатах составил 900 миллионов долларов США, большая часть из которых пришлась на округ Иньо, Калифорния, где большинство дорог в национальном парке Долина Смерти были повреждены наводнениями. Парк был закрыт на два месяца, что стало самым длительным закрытием за всю его историю. Хилари побила рекорды в четырех штатах США по самому дождливому тропическому циклону или его остаткам.